# Riverton (Iowa)
Riverton es una ciudad ubicada en el condado de Fremont en el estado estadounidense de Iowa. En el Censo de 2010 tenía una población de 304 habitantes y una densidad poblacional de 197,6 personas por km². Se encuentra en el extremo suroeste del estado —cerca de las fronteras de los estados de Nebraska y Misuri—, a poca distancia al este del río Misuri.

## Geografía
Riverton se encuentra ubicada en las coordenadas 40°41′13″N 95°34′7″O / 40.68694, -95.56861. Según la Oficina del Censo de los Estados Unidos, Riverton tiene una superficie total de 1.54 km², de la cual 1.54 km² corresponden a tierra firme y (0%) 0 km² es agua.

## Demografía
Según el censo de 2010, había 304 personas residiendo en Riverton. La densidad de población era de 197,6 hab./km². De los 304 habitantes, Riverton estaba compuesto por el 95.72% blancos, el 0.66% eran afroamericanos, el 0% eran amerindios, el 0.66% eran asiáticos, el 0% eran isleños del Pacífico, el 1.64% eran de otras razas y el 1.32% pertenecían a dos o más razas. Del total de la población el 3.62% eran hispanos o latinos de cualquier raza.